# Quiers
Pour Quiers en Italie, voir Chieri.
Pour Quiers dans le Loiret, voir Quiers-sur-Bezonde.
Quiers [kjɛʁ]  est une commune française située dans le département de Seine-et-Marne en région Île-de-France.

## Géographie

### Localisation
La commune constitue le centre du département de Seine-et-Marne. Elle est située à environ 7,7 kilomètres à l’est de Mormant.

### Hydrographie

#### Réseau hydrographique

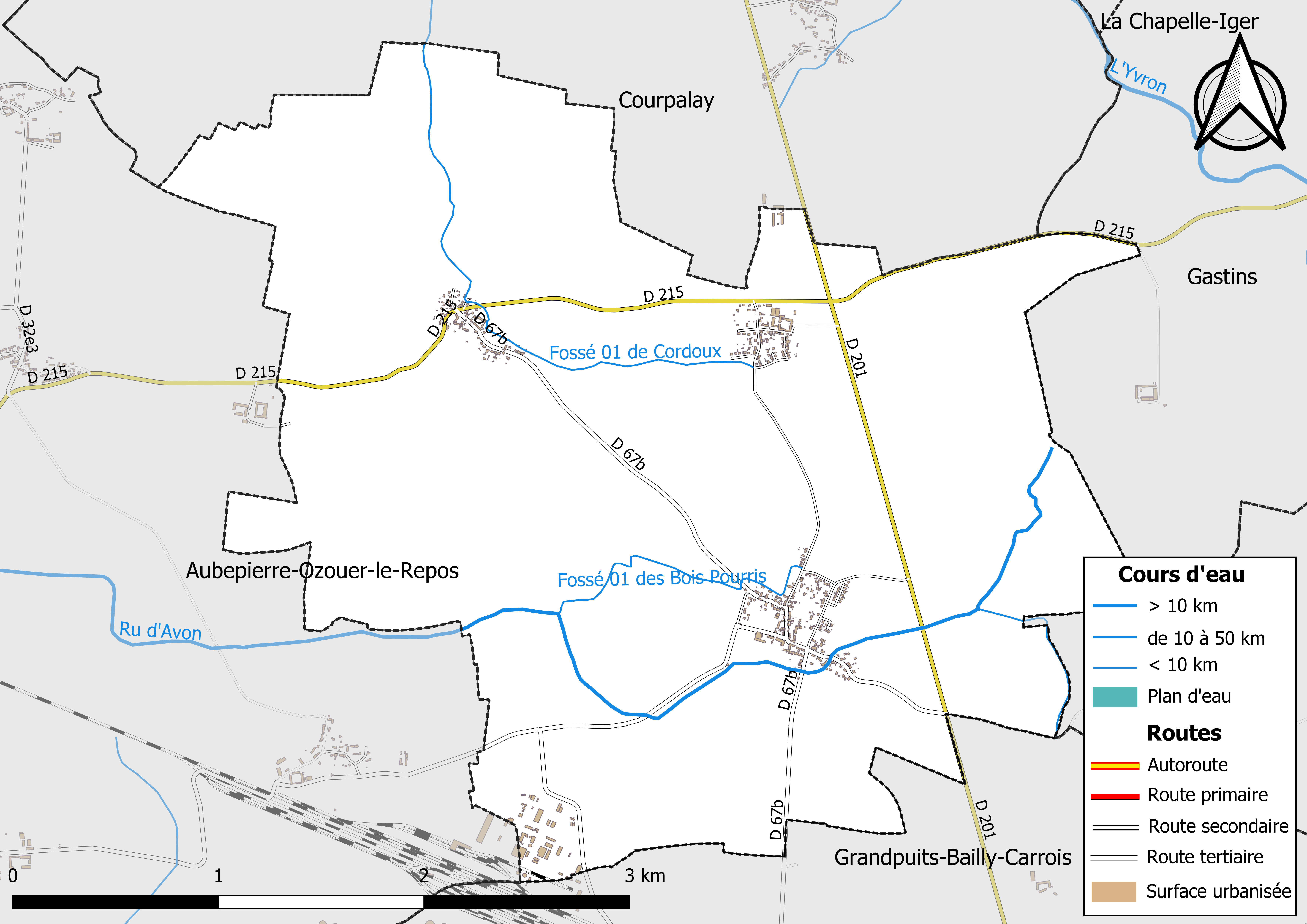
Carte des réseaux hydrographique et routier de Quiers.

Le réseau hydrographique de la commune se compose de quatre cours d'eau référencés :
- le ru d'Avon, long de 20,87 km[2], affluent de l'Yerres en rive gauche, passe dans la commune ;
  - le fossé 01 des Bois Pourris, canal de 1,59 km[3], et ;
  - le fossé 01 de la Grande Alleu, 0,98 km[4], qui confluent avec le ru d'Avon ;
- le fossé 01 de Cordoux, 4,19 km[5], affluent de l’Yvron.

La longueur totale des cours d'eau sur la commune est de 9,18 km.

#### Gestion des cours d'eau
Afin d’atteindre le bon état des eaux imposé par la Directive-cadre sur l'eau du 23 octobre 2000, plusieurs outils de gestion intégrée s’articulent à différentes échelles : le SDAGE, à l’échelle du bassin hydrographique, et le SAGE, à l’échelle locale. Ce dernier fixe les objectifs généraux d’utilisation, de mise en valeur et de protection quantitative et qualitative des ressources en eau superficielle et souterraine. Le département de Seine-et-Marne est couvert par six SAGE, au sein du bassin Seine-Normandie.
La commune fait partie du SAGE « Yerres », approuvé le 13 octobre 2011. Le territoire de ce SAGE correspond au bassin versant de l’Yerres, d'une superficie de 1 017 km2, parcouru par un réseau hydrographique de 450 kilomètres de long environ, répartis entre le cours de l’Yerres et ses affluents principaux que sont : le ru de l'Étang de Beuvron, la Visandre, l’Yvron, le Bréon, l’Avon, la Marsange, la Barbançonne, le Réveillon. Le pilotage et l’animation du SAGE sont assurés par le syndicat mixte pour l'assainissement et la gestion des eaux du bassin versant de l’Yerres (SYAGE), qualifié de « structure porteuse ».

### Climat
Pour des articles plus généraux, voir Climat de l'Île-de-France et Climat de Seine-et-Marne.
En 2010, le climat de la commune est de type climat océanique dégradé des plaines du Centre et du Nord, selon une étude du CNRS s'appuyant sur une série de données couvrant la période 1971-2000. En 2020, Météo-France publie une typologie des climats de la France métropolitaine dans laquelle la commune est exposée à un climat océanique altéré et est dans la région climatique Nord-est du bassin Parisien, caractérisée par un ensoleillement médiocre, une pluviométrie moyenne régulièrement répartie au cours de l’année et un hiver froid (3 °C).
Pour la période 1971-2000, la température annuelle moyenne est de 10,6 °C, avec une amplitude thermique annuelle de 15,3 °C. Le cumul annuel moyen de précipitations est de 706 mm, avec 11,4 jours de précipitations en janvier et 7,9 jours en juillet. Pour la période 1991-2020, la température moyenne annuelle observée sur la station météorologique la plus proche, située sur la commune de Grandpuits-Bailly-Carrois à 3 km à vol d'oiseau, est de 11,3 °C et le cumul annuel moyen de précipitations est de 704,0 mm,. Pour l'avenir, les paramètres climatiques de la commune estimés pour 2050 selon différents scénarios d'émission de gaz à effet de serre sont consultables sur un site dédié publié par Météo-France en novembre 2022.
| Mois                                  | jan.           | fév.           | mars          | avril         | mai             | juin          | jui.          | août           | sep.          | oct.            | nov.            | déc.             | année      |
| ------------------------------------- | -------------- | -------------- | ------------- | ------------- | --------------- | ------------- | ------------- | -------------- | ------------- | --------------- | --------------- | ---------------- | ---------- |
| Température minimale moyenne (°C)     | 1,3            | 1,4            | 3             | 5             | 8,5             | 11,4          | 13,2          | 13             | 10,1          | 7,8             | 4,3             | 2,1              | 6,8        |
| Température moyenne (°C)              | 3,9            | 4,6            | 7,5           | 10,3          | 13,9            | 17,1          | 19,3          | 19,1           | 15,5          | 11,9            | 7,3             | 4,6              | 11,3       |
| Température maximale moyenne (°C)     | 6,5            | 7,9            | 11,9          | 15,5          | 19,4            | 22,8          | 25,3          | 25,2           | 21            | 16              | 10,3            | 7,1              | 15,7       |
| Record de froid (°C) date du record   | −18,8 08.01.10 | −13 22.02.1996 | −9,1 01.03.05 | −5,8 08.04.03 | −1,3 05.05.1996 | 1,5 01.06.06  | 5,7 31.07.15  | 3,3 28.08.1998 | 1,9 25.09.02  | −5,5 30.10.1997 | −9,8 24.11.1998 | −12,5 31.12.1996 | −18,8 2010 |
| Record de chaleur (°C) date du record | 16 05.01.1999  | 18,7 24.02.21  | 24,5 31.03.21 | 28 20.04.18   | 31,5 28.05.17   | 36,4 27.06.11 | 40,5 25.07.19 | 39,6 07.08.03  | 33,7 08.09.23 | 27,8 01.10.11   | 21,5 07.11.15   | 17,2 07.12.00    | 40,5 2019  |
| Précipitations (mm)                   | 56,9           | 53,3           | 51            | 54,5          | 65,1            | 53,7          | 54,7          | 57,7           | 56,2          | 66,2            | 62,6            | 72,1             | 704        |

### Milieux naturels et biodiversité
Aucun espace naturel présentant un intérêt patrimonial n'est recensé sur la commune dans l'inventaire national du patrimoine naturel,,.

## Urbanisme

### Typologie
Au 1er janvier 2024, Quiers est catégorisée commune rurale à habitat dispersé, selon la nouvelle grille communale de densité à sept niveaux définie par l'Insee en 2022.
Elle est située hors unité urbaine. Par ailleurs la commune fait partie de l'aire d'attraction de Paris, dont elle est une commune de la couronne,. Cette aire regroupe 1 929 communes,.

### Lieux-dits et écarts
La commune compte 57 lieux-dits administratifs répertoriés consultables ici (source : le fichier Fantoir) dont la Fermeté, les Loges, au nord du territoire.

### Occupation des sols
L'occupation des sols de la commune, telle qu'elle ressort de la base de données européenne d’occupation biophysique des sols Corine Land Cover (CLC), est marquée par l'importance des territoires agricoles (96,2 % en 2018), une proportion identique à celle de 1990 (96,2 %). La répartition détaillée en 2018 est la suivante : 
terres arables (96,2% ), zones urbanisées (2,3% ), zones industrielles ou commerciales et réseaux de communication (1,4 %).
Parallèlement, L'Institut Paris Région, agence d'urbanisme de la région Île-de-France, a mis en place un inventaire numérique de l'occupation du sol de l'Île-de-France, dénommé le MOS (Mode d'occupation du sol), actualisé régulièrement depuis sa première édition en 1982. Réalisé à partir de photos aériennes, le Mos distingue les espaces naturels, agricoles et forestiers mais aussi les espaces urbains (habitat, infrastructures, équipements, activités économiques, etc.) selon une classification pouvant aller jusqu'à 81 postes, différente de celle de Corine Land Cover,,. L'Institut met également à disposition des outils permettant de visualiser par photo aérienne l'évolution de l'occupation des sols de la commune entre 1949 et 2018.

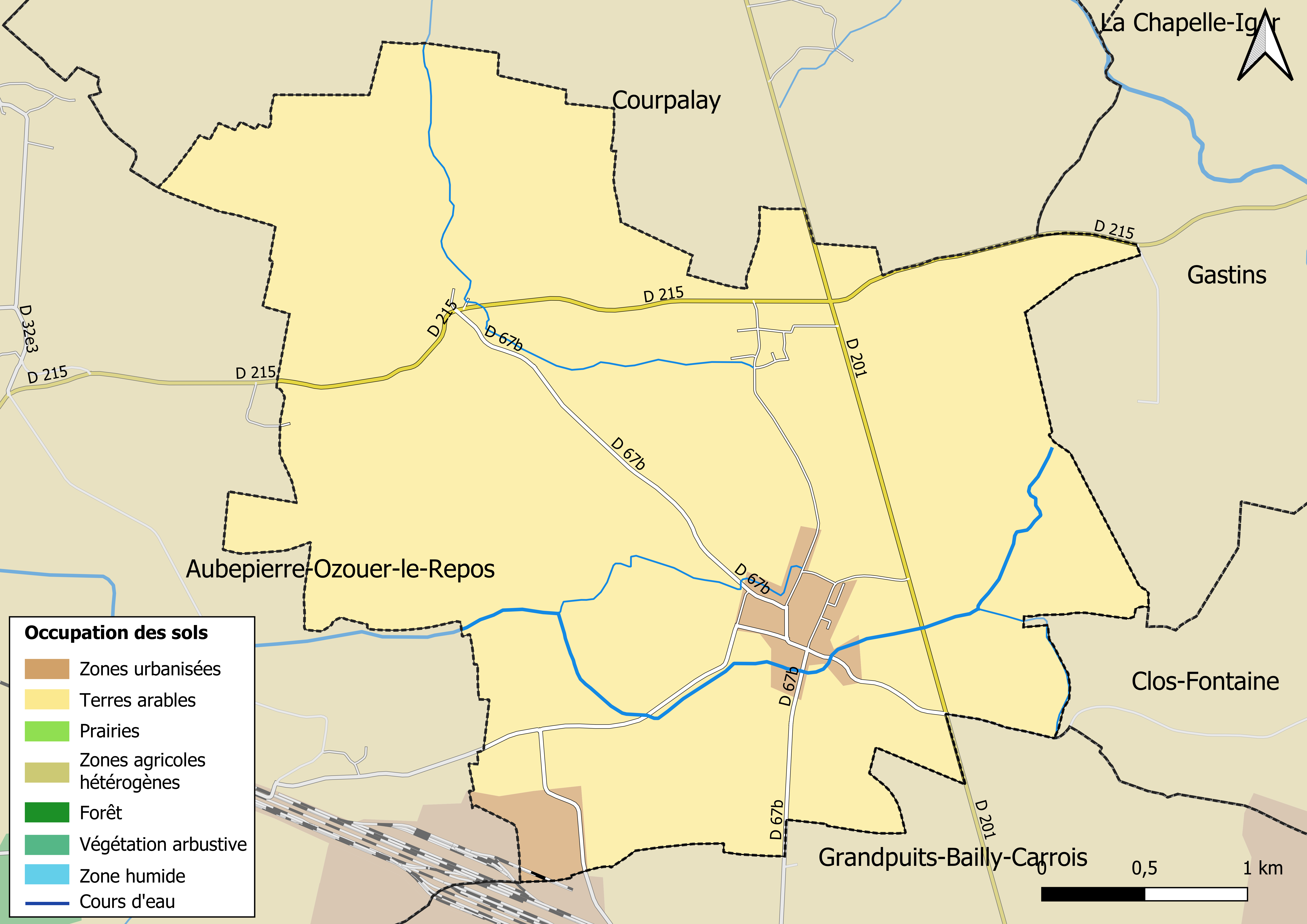
Carte des infrastructures et de l'occupation des sols en 2018 (CLC) de la commune.
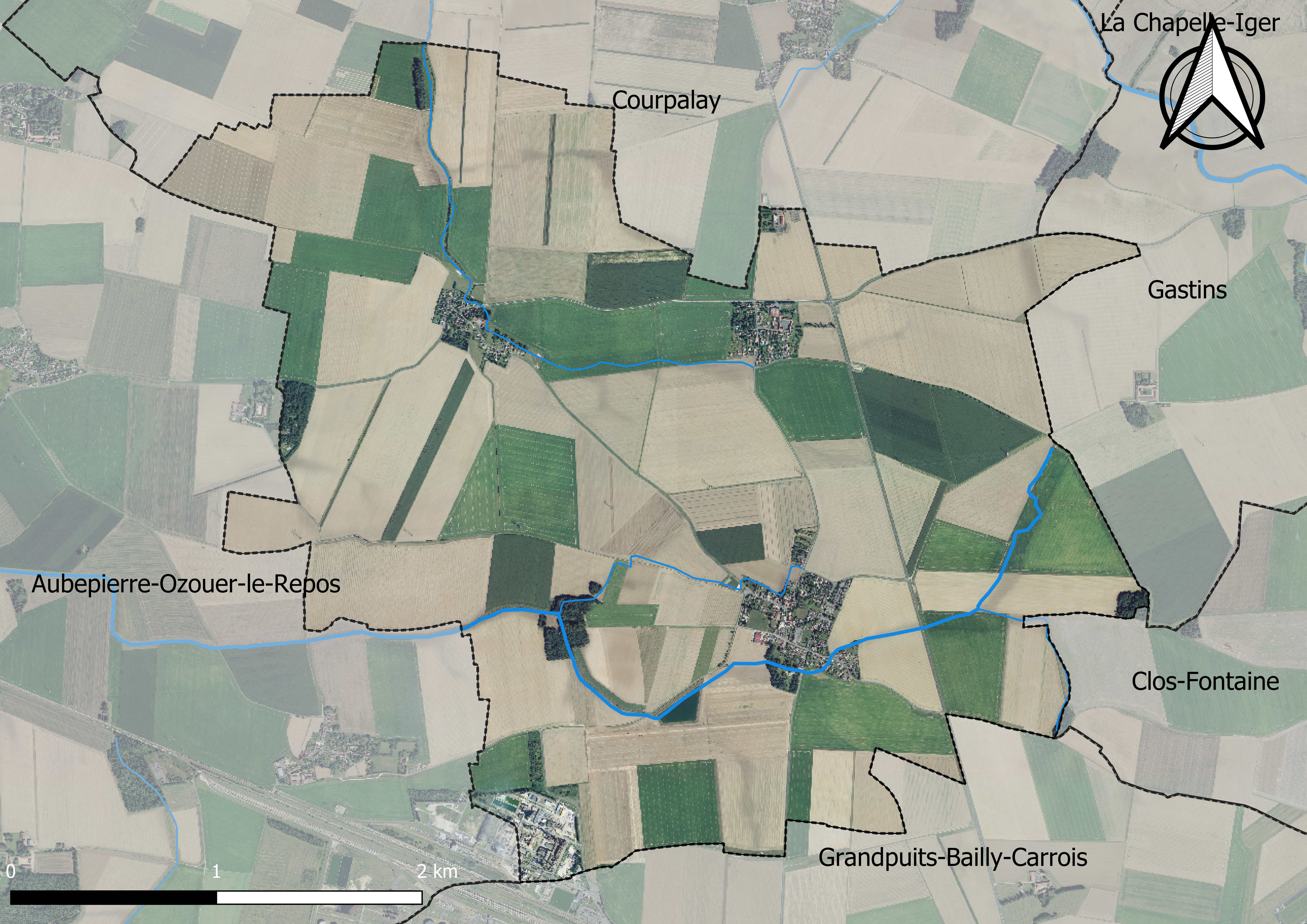
Carte orhophotogrammétrique de la commune.

### Planification
La commune ne disposait pas en 2019 de document d'urbanisme opérationnel et le règlement national d'urbanisme s'appliquait donc pour la délivrance des permis de construire.

### Logement
En 2017, le nombre total de logements dans la commune était de 248 dont 96,7 % de maisons et 2,9 % d'appartements.
Parmi ces logements, 95,3 % étaient des résidences principales, 2,6 % des résidences secondaires et 2,1 % des logements vacants.
La part des ménages fiscaux propriétaires de leur résidence principale s'élevait à 93,6 % contre 5,1 % de locataires et 1,3 % logés gratuitement.

## Toponymie
Le nom de la localité est mentionné sous les formes Villa que dicitur Quadrex vers 1065 ; Homines de Querris en 1193 ; Majoria de Kerris en 1202 ; Ecclesia de Karris en 1213 ; Quierres en 1280 ; Villa de Quierris in Bria en 1283 ; Quiert en 1384 ; Quierre en 1425 ; Guierres en 1506 ; Quierre en 1565 ; Querre en 1651 ; Quierre en Brye en 1654 ; Quierres en 1670.
Le nom de la commune dériverait du latin quadrus, « carré » (désignant peut-être un rocher).

## Histoire
Le village est mentionné dès 1065.
Sous l’Ancien Régime, il appartient au chapitre de Champeaux.
En 1193, l'évêque de Paris Maurice de Sully exonère les habitants des corvées et tailles moyennant une redevance annuelle de 20 livres.
La commune, instituée lors de la Révolution française, absorbe en 1839 celle de La Fermeté.

## Politique et administration

### Rattachements administratifs et électoraux
Quiers se trouve dans le département de Seine-et-Marne. Rattachée depuis la Révolution française à l'arrondissement de Melun, elle intègre le 1er janvier 2017 l'arrondissement de Provins afin de faire coïncider les limites d'arrondissement et celles des intercommunalités.
Pour l'élection des députés, elle fait partie depuis 2012 de la troisième circonscription de Seine-et-Marne.
Elle faisait partie depuis 1793 du canton de Mormant. Dans le cadre du redécoupage cantonal de 2014 en France, la commune intègre le canton de Nangis.

### Intercommunalité
La commune a rejoint en 2012 la communauté de communes de la Brie nangissienne.

### Liste des maires
| Période                                  | Période  | Identité            | Étiquette | Qualité      |
| ---------------------------------------- | -------- | ------------------- | --------- | ------------ |
| Les données manquantes sont à compléter. |          |                     |           |              |
| janvier 1881                             |          | Louis Recle         |           | Cultivateur  |
| mars 1881                                |          | Étienne Lefevre     |           | Manouvrier   |
| 1896                                     | 1919     | Théophile Beaugrand |           | Propriétaire |
| 1919                                     | 1937     | Charles Caille      |           | Agriculteur  |
| 1937                                     | 1947     | Henri Batier        |           |              |
| 1947                                     | 1962     | René Gervais        |           |              |
| 1962                                     | 1965     | Henri Batier        |           |              |
| 1965                                     | 1983     | Yves Lavaux         |           |              |
| 1983                                     | 2001     | Daniel Tournay      |           | Agriculteur  |
| 2001                                     | 2008     | Isabelle Decosse    |           |              |
| 2008                                     | 2020     | Monique Potterie    |           |              |
| mai 2020                                 | En cours | Davy Brun           |           |              |

## Équipements et services

### Eau et assainissement
L’organisation de la distribution de l’eau potable, de la collecte et du traitement des eaux usées et pluviales relève des communes. La loi NOTRe de 2015 a accru le rôle des EPCI à fiscalité propre en leur transférant cette compétence. Ce transfert devait en principe être effectif au 1er janvier 2020, mais la loi Ferrand-Fesneau du 3 août 2018 a introduit la possibilité d’un report de ce transfert au 1er janvier 2026,.

#### Assainissement des eaux usées
En 2020, la commune de Quiers gère le service d’assainissement collectif (collecte, transport et dépollution) en régie directe, c’est-à-dire avec ses propres personnels.
L’assainissement non collectif (ANC) désigne les installations individuelles de traitement des eaux domestiques qui ne sont pas desservies par un réseau public de collecte des eaux usées et qui doivent en conséquence traiter elles-mêmes leurs eaux usées avant de les rejeter dans le milieu naturel. La communauté de communes Brie Nangissienne (CCBN) assure pour le compte de la commune le service public d'assainissement non collectif (SPANC), qui a pour mission de vérifier la bonne exécution des travaux de réalisation et de réhabilitation, ainsi que le bon fonctionnement et l’entretien des installations. Cette prestation est déléguée à l'entreprise Veolia, dont le contrat arrive à échéance le 31 décembre 2021,.

#### Eau potable
En 2020, l'alimentation en eau potable est assurée par la commune qui en a délégué la gestion à l'entreprise Suez, dont le contrat expire le 30 avril 2023,.

## Population et société
L'évolution du nombre d'habitants est connue à travers les recensements de la population effectués dans la commune depuis 1793. Pour les communes de moins de 10 000 habitants, une enquête de recensement portant sur toute la population est réalisée tous les cinq ans, les populations de référence des années intermédiaires étant quant à elles estimées par interpolation ou extrapolation. Pour la commune, le premier recensement exhaustif entrant dans le cadre du nouveau dispositif a été réalisé en 2004.

En 2022, la commune comptait 652 habitants, en évolution de −2,54 % par rapport à 2016 (Seine-et-Marne : +3,92 %, France hors Mayotte : +2,11 %).
| 1793 | 1800 | 1806 | 1821 | 1831 | 1836 | 1841 | 1846 | 1851 |
| ---- | ---- | ---- | ---- | ---- | ---- | ---- | ---- | ---- |
| 230  | 288  | 235  | 240  | 254  | 250  | 316  | 294  | 302  |

| 1856 | 1861 | 1866 | 1872 | 1876 | 1881 | 1886 | 1891 | 1896 |
| ---- | ---- | ---- | ---- | ---- | ---- | ---- | ---- | ---- |
| 305  | 272  | 311  | 289  | 293  | 291  | 318  | 326  | 345  |

| 1901 | 1906 | 1911 | 1921 | 1926 | 1931 | 1936 | 1946 | 1954 |
| ---- | ---- | ---- | ---- | ---- | ---- | ---- | ---- | ---- |
| 302  | 299  | 273  | 277  | 233  | 242  | 229  | 250  | 253  |

| 1962 | 1968 | 1975 | 1982 | 1990 | 1999 | 2004 | 2006 | 2009 |
| ---- | ---- | ---- | ---- | ---- | ---- | ---- | ---- | ---- |
| 180  | 159  | 180  | 362  | 547  | 583  | 630  | 646  | 671  |

| 2014 | 2019 | 2022 | - | - | - | - | - | - |
| ---- | ---- | ---- | - | - | - | - | - | - |
| 675  | 666  | 652  | - | - | - | - | - | - |

## Économie
La commune a un fort caractère agricole. Toutefois, le sud-ouest de son territoire constitue une partie de la zone industrielle de Grandpuits.
En 2016, la commune ne compte plus de commerce de proximité, si ce n'est un distributeur automatique de pain.

### Agriculture
Quiers est dans la petite région agricole dénommée la « Brie française »,  (ou Basse-Brie), une partie de la Brie autour de Brie-Comte-Robert. En 2010, l'orientation technico-économique de l'agriculture sur la commune est diverses cultures (hors céréales et oléoprotéagineux, fleurs et fruits).
Si la productivité agricole de la Seine-et-Marne se situe dans le peloton de tête des départements français, le département enregistre un double phénomène de disparition des terres cultivables (près de 2 000 ha par an dans les années 1980, moins dans les années 2000) et de réduction d'environ 30 % du nombre d'agriculteurs dans les années 2010. Cette tendance se retrouve au niveau de la commune où le nombre d’exploitations est passé de 7 en 1988 à 5 en 2010. Parallèlement, la taille de ces exploitations augmente, passant de 143 ha en 1988 à 176 ha en 2010.
Le tableau ci-dessous présente les principales caractéristiques des exploitations agricoles de Quiers, observées sur une période de 22 ans : 
|                                      | 1988  | 2000  | 2010 |
| ------------------------------------ | ----- | ----- | ---- |
| Dimension économique,                |       |       |      |
| Nombre d’exploitations (u)           | 7     | 6     | 5    |
| Travail (UTA)                        | 15    | 13    | 9    |
| Surface agricole utilisée (ha)       | 1 001 | 1 031 | 881  |
| Cultures                             |       |       |      |
| Terres labourables (ha)              | 997   | 1 030 | 877  |
| Céréales (ha)                        | 655   | 649   | 571  |
| dont blé tendre (ha)                 | 447   | 569   | 388  |
| dont maïs-grain et maïs-semence (ha) | 186   | 62    | s    |
| Tournesol (ha)                       | 62    |       |      |
| Colza et navette (ha)                | s     | s     |      |
| Élevage                              |       |       |      |
| Cheptel (UGBTA)                      | 32    | 28    | 21   |

## Culture locale et patrimoine

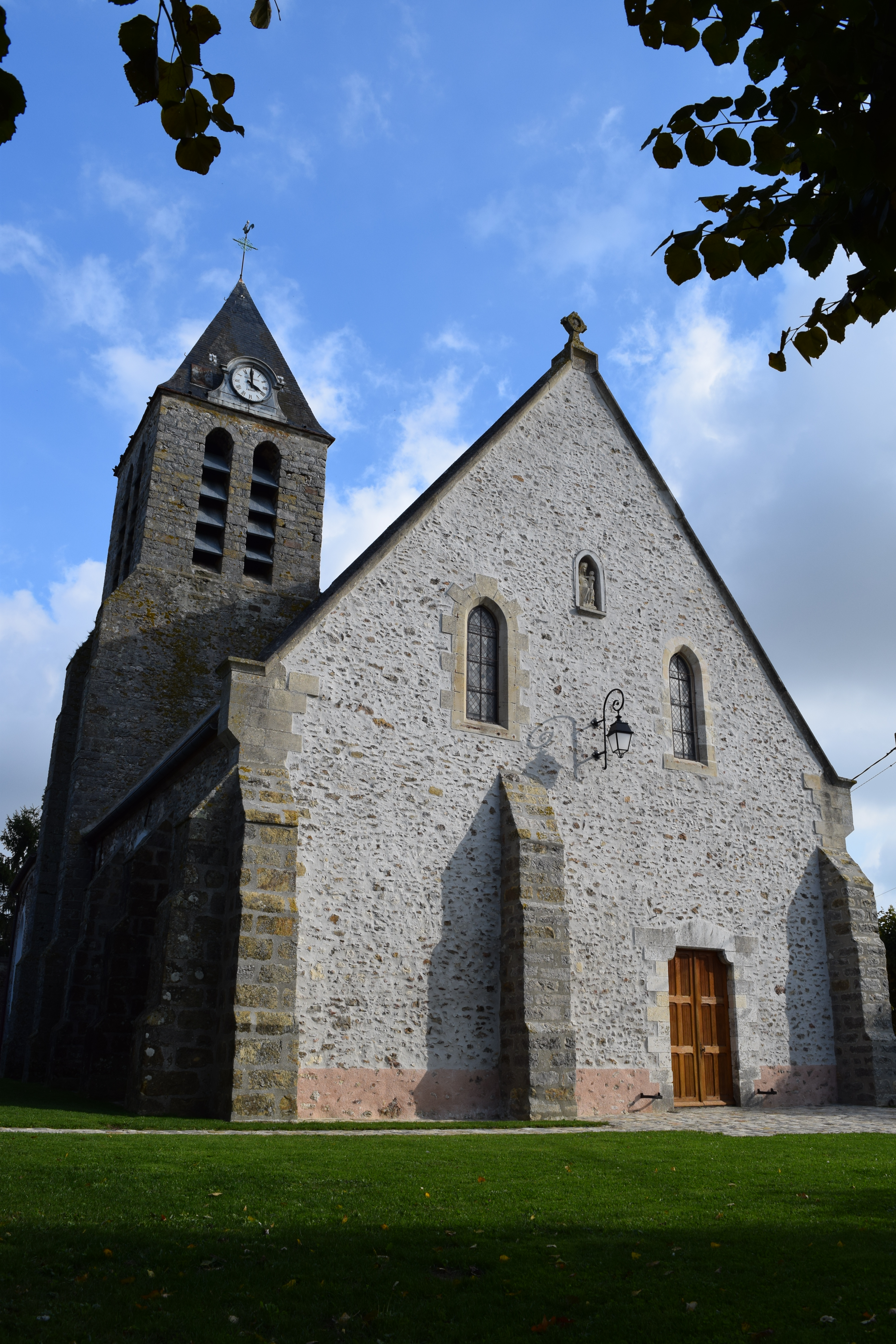
L'église Saint-Martin de Quiers.

### Lieux et monuments
L'église Saint-Martin a été bâtie aux XIIIe et XVe siècles. Elle dépendait initialement des chanoines de Champeaux. Frappée par la foudre, elle fut reconstruite au XVIIIe siècle.

### Héraldique
| Blason de Quiers | Blason  | Parti: au 1er d'azur au faucon regardant d'or, au 2e de gueules au château d'or ouvert et ajouré du champ; le tout sommé d'un chef d'or chargé d'un tourteau de gueules surchargé d'une croix de Malte d'argent. |
| Blason de Quiers | Détails | Le statut officiel du blason reste à déterminer. |